# Chonocephalus pallidulus
Chonocephalus pallidulus är en tvåvingeart som beskrevs av Rudolf Beyer 1964. Chonocephalus pallidulus ingår i släktet Chonocephalus och familjen puckelflugor. Inga underarter finns listade i Catalogue of Life.